# Eleições legislativas portuguesas de 1979 no distrito de Braga
| Eleições legislativas portuguesas de 1979 Distritos: Aveiro \| Beja \| Braga \| Bragança \| Castelo Branco \| Coimbra \| Évora \| Faro \| Guarda \| Leiria \| Lisboa \| Portalegre \| Porto \| Santarém \| Setúbal \| Viana do Castelo \| Vila Real \| Viseu \| Açores \| Madeira \| Estrangeiro |

## Resultados por Concelho
Os resultados nos concelhos do Distrito de Braga foram os seguintes:

### Amares
| Partido                 | Partido                      | Votos | %               | +/-  |
| ----------------------- | ---------------------------- | ----- | --------------- | ---- |
|                         | Aliança Democrática          | 5 805 | 64,78 / 100,00  | 3,20 |
|                         | Partido Socialista           | 1 918 | 21,40 / 100,00  | 0,59 |
|                         | Aliança Povo Unido           | 403   | 4,50 / 100,00   | 3,23 |
|                         | Partido da Democracia Cristã | 204   | 2,28 / 100,00   | 1,72 |
|                         | PCTP/MRPP                    | 113   | 1,26 / 100,00   | 0,96 |
|                         | União Democrática Popular    | 112   | 1,25 / 100,00   | 0,64 |
|                         | Outros                       | 137   | 1,53 / 100,00   |      |
| Votos Inválidos         | Votos Inválidos              | 269   | 3,00 / 100,00   | 2,51 |
| Total                   | Total                        | 8 961 | 100,00 / 100,00 |      |
| Eleitorado/Participação | Eleitorado/Participação      | 9 973 | 89,85 / 100,00  | 6,38 |

### Barcelos
| Partido                 | Partido                      | Votos  | %               | +/-  |
| ----------------------- | ---------------------------- | ------ | --------------- | ---- |
|                         | Aliança Democrática          | 34 779 | 63,71 / 100,00  | 1,68 |
|                         | Partido Socialista           | 11 658 | 21,35 / 100,00  | 1,96 |
|                         | Aliança Povo Unido           | 3 983  | 7,30 / 100,00   | 4,55 |
|                         | União Democrática Popular    | 1 136  | 2,08 / 100,00   | 0,95 |
|                         | Partido da Democracia Cristã | 838    | 1,54 / 100,00   | 1,02 |
|                         | Outros                       | 1 059  | 1,94 / 100,00   |      |
| Votos Inválidos         | Votos Inválidos              | 1 139  | 2,08 / 100,00   | 2,83 |
| Total                   | Total                        | 54 592 | 100,00 / 100,00 |      |
| Eleitorado/Participação | Eleitorado/Participação      | 59 175 | 92,26 / 100,00  | 3,48 |

### Braga
| Partido                 | Partido                      | Votos  | %               | +/-  |
| ----------------------- | ---------------------------- | ------ | --------------- | ---- |
|                         | Aliança Democrática          | 30 443 | 44,78 / 100,00  | 2,19 |
|                         | Partido Socialista           | 22 455 | 33,03 / 100,00  | 4,48 |
|                         | Aliança Povo Unido           | 10 031 | 14,76 / 100,00  | 8,63 |
|                         | Partido da Democracia Cristã | 863    | 1,27 / 100,00   | 0,85 |
|                         | União Democrática Popular    | 788    | 1,16 / 100,00   | 0,31 |
|                         | Outros                       | 1 474  | 2,17 / 100,00   |      |
| Votos Inválidos         | Votos Inválidos              | 1 929  | 2,83 / 100,00   | 2,49 |
| Total                   | Total                        | 67 983 | 100,00 / 100,00 |      |
| Eleitorado/Participação | Eleitorado/Participação      | 73 982 | 91,89 / 100,00  | 2,95 |

### Cabeceiras de Basto
| Partido                 | Partido                           | Votos  | %               | +/-   |
| ----------------------- | --------------------------------- | ------ | --------------- | ----- |
|                         | Aliança Democrática               | 5 665  | 56,36 / 100,00  | 14,35 |
|                         | Partido Socialista                | 3 030  | 30,14 / 100,00  | 12,96 |
|                         | Aliança Povo Unido                | 368    | 3,66 / 100,00   | 2,22  |
|                         | Partido da Democracia Cristã      | 187    | 1,86 / 100,00   | 1,21  |
|                         | PCTP/MRPP                         | 136    | 1,35 / 100,00   | 0,60  |
|                         | União Democrática Popular         | 125    | 1,24 / 100,00   | 0,47  |
|                         | UEDS                              | 114    | 1,13 / 100,00   | Novo  |
|                         | Partido Socialista Revolucionário | 112    | 1,11 / 100,00   | 0,88  |
| Votos Inválidos         | Votos Inválidos                   | 315    | 3,14 / 100,00   | 2,95  |
| Total                   | Total                             | 10 052 | 100,00 / 100,00 |       |
| Eleitorado/Participação | Eleitorado/Participação           | 11 329 | 88,73 / 100,00  | 11,31 |

### Celorico de Basto
| Partido                 | Partido                      | Votos  | %               | +/-  |
| ----------------------- | ---------------------------- | ------ | --------------- | ---- |
|                         | Aliança Democrática          | 7 454  | 61,78 / 100,00  | 2,22 |
|                         | Partido Socialista           | 2 708  | 22,44 / 100,00  | 1,21 |
|                         | Aliança Povo Unido           | 603    | 5,00 / 100,00   | 3,36 |
|                         | Partido da Democracia Cristã | 275    | 2,28 / 100,00   | 1,46 |
|                         | União Democrática Popular    | 216    | 1,79 / 100,00   | 0,51 |
|                         | PCTP/MRPP                    | 183    | 1,52 / 100,00   | 1,06 |
|                         | Outros                       | 220    | 1,83 / 100,00   |      |
| Votos Inválidos         | Votos Inválidos              | 407    | 3,37 / 100,00   | 4,62 |
| Total                   | Total                        | 12 066 | 100,00 / 100,00 |      |
| Eleitorado/Participação | Eleitorado/Participação      | 13 815 | 87,34 / 100,00  | 6,46 |

### Esposende
| Partido                 | Partido                      | Votos  | %               | +/-  |
| ----------------------- | ---------------------------- | ------ | --------------- | ---- |
|                         | Aliança Democrática          | 10 119 | 68,07 / 100,00  | 1,94 |
|                         | Partido Socialista           | 2 591  | 17,43 / 100,00  | 1,12 |
|                         | Aliança Povo Unido           | 936    | 6,30 / 100,00   | 3,35 |
|                         | Partido da Democracia Cristã | 325    | 2,19 / 100,00   | 1,94 |
|                         | União Democrática Popular    | 166    | 1,12 / 100,00   | 0,61 |
|                         | Outros                       | 320    | 2,16 / 100,00   |      |
| Votos Inválidos         | Votos Inválidos              | 408    | 2,75 / 100,00   | 2,50 |
| Total                   | Total                        | 14 865 | 100,00 / 100,00 |      |
| Eleitorado/Participação | Eleitorado/Participação      | 16 713 | 88,94 / 100,00  | 4,14 |

### Fafe
| Partido                 | Partido                      | Votos  | %               | +/-  |
| ----------------------- | ---------------------------- | ------ | --------------- | ---- |
|                         | Aliança Democrática          | 11 224 | 43,98 / 100,00  | 4,55 |
|                         | Partido Socialista           | 9 909  | 38,83 / 100,00  | 0,86 |
|                         | Aliança Povo Unido           | 2 014  | 7,89 / 100,00   | 3,37 |
|                         | Partido da Democracia Cristã | 444    | 1,74 / 100,00   | 1,10 |
|                         | União Democrática Popular    | 321    | 1,26 / 100,00   | 0,41 |
|                         | PCTP/MRPP                    | 278    | 1,09 / 100,00   | 0,69 |
|                         | Outros                       | 409    | 1,61 / 100,00   |      |
| Votos Inválidos         | Votos Inválidos              | 921    | 3,61 / 100,00   | 1,20 |
| Total                   | Total                        | 25 520 | 100,00 / 100,00 |      |
| Eleitorado/Participação | Eleitorado/Participação      | 28 690 | 88,95 / 100,00  | 2,62 |

### Guimarães
| Partido                 | Partido                      | Votos  | %               | +/-  |
| ----------------------- | ---------------------------- | ------ | --------------- | ---- |
|                         | Aliança Democrática          | 31 613 | 40,37 / 100,00  | 0,69 |
|                         | Partido Socialista           | 29 906 | 38,19 / 100,00  | 6,17 |
|                         | Aliança Povo Unido           | 11 397 | 14,55 / 100,00  | 9,00 |
|                         | União Democrática Popular    | 1 063  | 1,36 / 100,00   | 0,28 |
|                         | Partido da Democracia Cristã | 871    | 1,11 / 100,00   | 0,68 |
|                         | Outros                       | 1 629  | 2,08 / 100,00   |      |
| Votos Inválidos         | Votos Inválidos              | 1 838  | 2,35 / 100,00   | 2,90 |
| Total                   | Total                        | 78 317 | 100,00 / 100,00 |      |
| Eleitorado/Participação | Eleitorado/Participação      | 84 071 | 93,16 / 100,00  | 1,31 |

### Póvoa de Lanhoso
| Partido                 | Partido                      | Votos  | %               | +/-  |
| ----------------------- | ---------------------------- | ------ | --------------- | ---- |
|                         | Aliança Democrática          | 6 656  | 60,39 / 100,00  | 3,95 |
|                         | Partido Socialista           | 2 782  | 25,24 / 100,00  | 2,78 |
|                         | Aliança Povo Unido           | 483    | 4,38 / 100,00   | 2,35 |
|                         | Partido da Democracia Cristã | 196    | 1,78 / 100,00   | 1,14 |
|                         | União Democrática Popular    | 182    | 1,65 / 100,00   | 0,86 |
|                         | PCTP/MRPP                    | 134    | 1,22 / 100,00   | 0,66 |
|                         | UEDS                         | 122    | 1,11 / 100,00   | Novo |
|                         | Outros                       | 55     | 0,50 / 100,00   |      |
| Votos Inválidos         | Votos Inválidos              | 412    | 3,74 / 100,00   | 3,42 |
| Total                   | Total                        | 11 022 | 100,00 / 100,00 |      |
| Eleitorado/Participação | Eleitorado/Participação      | 12 287 | 89,70 / 100,00  | 5,00 |

### Terras de Bouro
| Partido                 | Partido                      | Votos | %               | +/-  |
| ----------------------- | ---------------------------- | ----- | --------------- | ---- |
|                         | Aliança Democrática          | 3 762 | 66,21 / 100,00  | 2,26 |
|                         | Partido Socialista           | 1 010 | 17,78 / 100,00  | 2,67 |
|                         | Aliança Povo Unido           | 342   | 6,02 / 100,00   | 3,40 |
|                         | Partido da Democracia Cristã | 143   | 2,52 / 100,00   | 1,64 |
|                         | PCTP/MRPP                    | 79    | 1,39 / 100,00   | 0,85 |
|                         | União Democrática Popular    | 74    | 1,30 / 100,00   | 0,71 |
|                         | Outros                       | 93    | 1,63 / 100,00   |      |
| Votos Inválidos         | Votos Inválidos              | 179   | 3,15 / 100,00   | 1,44 |
| Total                   | Total                        | 5 682 | 100,00 / 100,00 |      |
| Eleitorado/Participação | Eleitorado/Participação      | 6 548 | 86,77 / 100,00  | 4,01 |

### Vieira do Minho
| Partido                 | Partido                      | Votos  | %               | +/-  |
| ----------------------- | ---------------------------- | ------ | --------------- | ---- |
|                         | Aliança Democrática          | 4 863  | 54,24 / 100,00  | 3,92 |
|                         | Partido Socialista           | 2 242  | 25,01 / 100,00  | 3,67 |
|                         | Aliança Povo Unido           | 682    | 7,61 / 100,00   | 4,55 |
|                         | Partido da Democracia Cristã | 187    | 2,09 / 100,00   | 1,27 |
|                         | União Democrática Popular    | 164    | 1,83 / 100,00   | 0,76 |
|                         | PCTP/MRPP                    | 149    | 1,66 / 100,00   | 0,84 |
|                         | UEDS                         | 141    | 1,57 / 100,00   | Novo |
|                         | Outros                       | 79     | 0,88 / 100,00   |      |
| Votos Inválidos         | Votos Inválidos              | 459    | 5,12 / 100,00   | 6,89 |
| Total                   | Total                        | 8 966  | 100,00 / 100,00 |      |
| Eleitorado/Participação | Eleitorado/Participação      | 10 681 | 83,94 / 100,00  | 5,73 |

### Vila Nova de Famalicão
| Partido                 | Partido                      | Votos  | %               | +/-  |
| ----------------------- | ---------------------------- | ------ | --------------- | ---- |
|                         | Aliança Democrática          | 28 998 | 49,01 / 100,00  | 4,63 |
|                         | Partido Socialista           | 20 251 | 34,23 / 100,00  | 1,21 |
|                         | Aliança Povo Unido           | 6 018  | 10,17 / 100,00  | 5,87 |
|                         | Partido da Democracia Cristã | 773    | 1,31 / 100,00   | 1,01 |
|                         | União Democrática Popular    | 685    | 1,16 / 100,00   | 0,22 |
|                         | Outros                       | 1 227  | 2,08 / 100,00   |      |
| Votos Inválidos         | Votos Inválidos              | 1 215  | 2,05 / 100,00   | 1,59 |
| Total                   | Total                        | 59 167 | 100,00 / 100,00 |      |
| Eleitorado/Participação | Eleitorado/Participação      | 63 234 | 93,57 / 100,00  | 0,90 |

### Vila Verde
| Partido                 | Partido                      | Votos  | %               | +/-  |
| ----------------------- | ---------------------------- | ------ | --------------- | ---- |
|                         | Aliança Democrática          | 15 310 | 67,01 / 100,00  | 4,94 |
|                         | Partido Socialista           | 4 340  | 19,00 / 100,00  | 2,13 |
|                         | Aliança Povo Unido           | 816    | 3,57 / 100,00   | 2,46 |
|                         | Partido da Democracia Cristã | 550    | 2,41 / 100,00   | 1,71 |
|                         | União Democrática Popular    | 382    | 1,67 / 100,00   | 1,03 |
|                         | PCTP/MRPP                    | 303    | 1,33 / 100,00   | 0,78 |
|                         | Outros                       | 385    | 1,69 / 100,00   |      |
| Votos Inválidos         | Votos Inválidos              | 762    | 3,34 / 100,00   | 2,75 |
| Total                   | Total                        | 22 848 | 100,00 / 100,00 |      |
| Eleitorado/Participação | Eleitorado/Participação      | 25 805 | 88,57 / 100,00  | 7,04 |